# Kang Young-mi
Kang Young-mi (née le 1er mars 1985) est une escrimeuse sud-coréenne, spécialiste de l'épée. Elle est gauchère.
Elle remporte la médaille d'or de l'épée individuelle lors des Championnats d'Asie d'escrime 2017. Elle a remporté deux titres continentaux par équipes en 2015 et 2016. Elle est éliminée au tableau de 16 par Emese Szász lors des Jeux olympiques de 2016.